# IC 1469
IC 1469 ist eine elliptische Galaxie im Sternbild Wassermann auf der Ekliptik. Sie ist schätzungsweise 889 Millionen Lichtjahre von der Milchstraße entfernt.
Das Objekt wurde am 4. November 1891 vom französischen Astronomen Stéphane Javelle entdeckt.